# Gracililima nyassae
Gracililima nyassae — вид змій родини Lamprophiidae. Мешкає в Африці на південь від Сахари. Це єдиний представник монотипового роду Gracililima.

## Поширення і екологія
Gracililima nyassae мешкають на східному узбережжі Африки від півдня Сомалі і південного сходу Кенії на південь через Танзанію, Мозамбік і Есватіні до ПАР, а також у внутрішніх районах Південної Африки в Намібії, Ботсвані, Замбії, Зімбабве і Малаві. Вони живуть у саванах і рідколіссях, на луках, у прибережних дюнних лісах і в садах, на висоті до 1200 м над рівнем моря. Живляться переважно дрібними риючими сцинками. Відкладають яйця, у кладці до 6 яєць.